# گوردخمه قصر یعقوب
گوردخمه قصر یعقوب مربوط به دوره ساسانیان است و در شهرستان خرم بید، بخش مرکزی، دهستان خرمی، ۶۰ متری شمال روستای قصر یعقوب واقع شده و این اثر در تاریخ ۷ اسفند ۱۳۸۶ با شمارهٔ ثبت ۲۱۴۴۱ به‌عنوان یکی از آثار ملی ایران به ثبت رسیده است.